# Arrest Leestafel zooien
Leestafel zooien is een arrest van de Hoge Raad d.d. 31 oktober 2006 dat onder andere handelt over de vraag wat de criteria zijn voor een spelsituatie, hetgeen schuld in de zin van art. 308 (zwaar lichamelijk letsel door schuld) zou kunnen opheffen.

## Casus
Het 'leestafel zooien' is een fenomeen op de Leidse sociëteit Minerva. Het zittende bestuur dient te voorkomen dat de participanten met behulp van een leestafel de deur rammen en dat deze buiten terechtkomt. Onder invloed van alcohol en samen met 30 andere studenten verplaatst de verdachte echter in de nacht van 13 op 14 april 2001 de leestafel van 1000 kg richting de nooduitgang, om vervolgens deze tegen de deuren van de nooduitgang te rammen. Eén van de bestuursleden die vreest dat de leestafel hem zal raken, probeert zichzelf in veiligheid te brengen door zich te begeven tussen de leestafel en de deuren. Hij is echter niet op tijd en de leestafel treft hem met grote kracht, waardoor hij zijn beide polsen breekt.  De verdachte wordt door het hof veroordeeld voor het medeplegen aan het bekomen van zwaar lichamelijk letsel bij een ander, aan zijn schuld te wijten (art. 308 Sr).

## Rechtsvraag
Wanneer letsel ontstaat in een reguliere sport- of spelsituatie, is het dan minder snel sprake van schuld zoals bedoeld in artikel 308 Sr dan wanneer diezelfde gedragingen buiten zo'n situatie plaatsvinden? (Nee, Op een dergelijke spelsituatie kan geen beroep worden gedaan wanneer er sprake is van zeer gevaarzettend handelen en van een niet-duidelijke spelregels afgebakend spel.) 

## Conclusie advocaat-generaal
Advocaat-generaal Machielse concludeert tot verwerping van het beroep. Hij overweegt onder andere dat de voorzienbaarheid op een bepaald letsel inhoudt dat de dader zich naar maatstaven van zorgvuldigheid van dat gedrag dient te onthouden. Als deelnemers aan sport of spel slecht doordachte handelingen plegen dan mag dat tot op zekere hoogte van elkaar verwacht worden (aanvaardbaar risico). Grove regelovertredingen, of roekeloos gedrag, zijn zelfs in een spel- of sportsituatie geen aanvaardbaar risico. Wil sprake zijn van een aanvaardbaar risico dan dienen regelovertredingen voorzienbaar te zijn. Naar het oordeel van de advocaat-generaal is dit in deze zaak niet het geval. Het leestafel zooien vindt niet met enige regelmaat plaats en verder ontbreken specifieke spelregels en normen die de grenzen van wat in redelijkheid kan worden verwacht, begrenzen. Ook onderscheidt het risico op het optreden van letsel bij leestafelzooien zich van dat risico bij andere sport- en spelsituaties, als mr. Machielse.

## Hoge Raad
De Hoge Raad verwerpt het beroep en overweegt ten aanzien van het spelelement:

Vooropgesteld moet worden dat indien de letsel veroorzakende gedragingen zijn begaan in een min of meer reguliere sport- of spelsituatie, van schuld als bedoeld in art. 308 Sr in de regel minder snel sprake zal zijn, dan indien diezelfde gedragingen buiten zo'n situatie zijn begaan. Het Hof heeft geoordeeld dat in het onderhavige geval geen sprake was van een dergelijke spelsituatie die aan een bewezenverklaring van schuld in de weg zou staan. Dat oordeel is niet onbegrijpelijk, mede in aanmerking genomen dat uit de bewijsmotivering volgt dat sprake was van zeer gevaarzettend handelen, maar niet van een door duidelijke spelregels afgebakend spel.